# Leurotrigona
El género Leurotrigona (de la tribu  Meliponini) incluye algunas de las abejas sin aguijón más pequeñas, con longitudes que oscilan entre 1,7 a 3,0 mm.

## Características morfológicas
Pueden ser reconocidas principalmente por la pilosidad en el rostro. Con el integumento muy liso y brillante.

## Distribución
- Leurotrigona crispula, se distribuye desde el valle del Río Magdalena, Antioquia, Colombia.
- Leurotrigona gracilis, se encuentra en la Amazonia Occidental, desde el Río Negro a Acre y Rondônia en Brasil
- Leurotrigona muelleri, se encuentra en Bahía, Goiás, Espírito Santo, Minas Gerais, Paraná, Santa Catarina y São Paulo.
- Leurotrigona pusilla, está restringida al este de América del Sur, sin cruzar la cordillera de los Andes.

Las especies de este género no se emplean para la producción de miel como otras abejas sin aguijón.